# كيث ونايت
كيث ونايت هو ممثل كندي، ولد في 20 يناير 1956 في كندا، وتوفي بنفس المكان في 22 أغسطس 2007.

## وصلات خارجية
- كيث ونايت على موقع IMDb (الإنجليزية)
- كيث ونايت على موقع قاعدة بيانات الفيلم (الإنجليزية)